# Margaret Whiting (Schauspielerin)
Margaret Elizabeth Whiting (* 8. Februar 1933 in Bristol; † Januar 2011) war eine britische Schauspielerin.
Whiting trat seit Mitte der 1950er in Film und Fernsehen in Erscheinung, zuletzt 1999. Ihr Schaffen umfasst mehr als 40 Produktionen.
Sie wurde 1978 für einen Saturn Award als „Beste Nebendarstellerin“ in Sindbad und das Auge des Tigers nominiert und war Absolventin und assoziiertes Mitglied der Royal Academy of Dramatic Art.
Von 1961 bis zu dessen Tod 1987 war Whiting mit dem britischen Schauspieler Colin Blakely verheiratet und hatte drei Söhne, darunter Zwillinge.

## Filmografie (Auswahl)
- 1961: Mit Schirm, Charme und Melone (The Avengers)
- 1962: Polizeispitzel X 2 (The Informers)
- 1964: Ein toller Bobby, dieser Flic (Allez France!)
- 1977: Sindbad und das Auge des Tigers (Sinbad and the Eye of the Tiger)
- 1987: Der geheime Garten (The Secret Garden, TV-Film)
- 1998: McCallum – Tote schweigen nicht (McCallum, Fernsehserie)